# Spoladea
Spoladea là một chi bướm đêm thuộc họ Crambidae.

## Các loài
- Spoladea mimetica Munroe, 1974
- Spoladea recurvalis (Fabricius, 1775)